# USS Ready (PG 67)
USS Ready (PG 67) je bila korveta razreda flower Vojne mornarice ZDA, ki je bila operativna med drugo svetovno vojno.

## Zgodovina
Kraljeva vojna mornarica je 12. marca 1943 predala korveto HMS Calendula (K28) Vojni mornarici ZDA, ki jo je 23. avgusta 1945 vrnila Združenemu kraljestvu.